# أصلي جوكيوكوش

## حياتها
ولدت أصلى جوكيوكشو في أسطنبول في 26 أكتوبر 1977. وقد تخرجت من كلية الآداب والثقافة الأمريكية بجامعة أسطنبول.
وقد بدأت بتأسيس مجموعة موسيقية في سنوات دراستها الثانوية الأولى، وكانت هذه بداية عملها الموسيقى. وقد قامت بتقديم العديد من الحفلات والأنشطة المختلفة في المدارس وذلك بالمجموعة الفنية التي كونتها في سنوات الإعدادية، والثانوية. وبعد أن انهت تعليمها الثانوى، فقد قامت بالعديد من التغييرات في المجموعة حيث عرفت بعد ذلك باسم (مارى، جانى).
وقد قامت أصلى واصدقائها في البداية بالاهتمام بالجيتار وعزفه، وبعدها بثلاث سنوات فقد بدأت بالظهور على المسرح وغناء العديد من الأغانى للفنانيين اللذين تفضلهم. وفي خلال هذه الفترة، فقد عملت مع مارى جانى، وقد قامت أصلى بالعمل في المنظمات والاماكن المختلفة، وعلى مدار عام ونصف العام فقد قامت بعنل العديد من المسيرات والأغانى المختلفة مع تيمون. وبعدها اتخذت أصلى قرار بالغناء بمفردها، وان تصبح مطربة.
وفي عام 1999 فقد وقعت عقد واتفقت مع شركة سونى للموسيقى التركية، وقد بدأت أصلى بأعمال الألبوم مع سيركان شليكوز، وعلى سليم أوزتورك، وفي شهر مايو لعام 2000 فقد أصدرت ألبوم ( أين انا). وبعد الأعجاب الشديد بهذا الألبوم فقد قامت بتصوير كليبات من العديد من الأغانى مثل: ( السماح على باب الموت) ، ( عالم الكشف) ، ( الصمت).
وفي يوم 16 يناير لعام 2004، فقد قامت أصلى بإصدار ألبومها الثاني ( مثل الماء) ، وقد كان هذا الألبوم على غرار ألبومها الأول حيث تعود كل كلمات الألبوم إليها حيث كتبتها بمفردها. وقد قامت في الألبوم الذي عرف باسم ( مثل الماء) ، بتصوير كليب عرف باسم ( بكاء كل المدينة) الذي تعود تلحين موسيقته إلى أصلى، وكتابة كلمات ( مسدود) إلى هومرية.
وقد قامت أصلى في ذلك الوقت في عام 2004 بتقديم (طعم الحياة) لكوكاكولا، وذلك خلال جولة الموسيقى، وفي عام 2005 فقد قامت بعمل موسيقى لإعلان دميس أكسترا. وقد قامت أصلى بعرض أغاني ( صديق) لهالوك ليفنت، و ( وأنت ملاك ) لكارجو، وفي عام 2006 فقد قامت بالعمل مع العديد من الفنانيين في ألبوم (40) ، تيومان، هارون تكين، نيف، كوراى جاندمير، وأصدرت أغنية لتانجو ايرين عرفت باسم ( مرحبا).
وفي أكتوبر لعام 2005 فقد قامت أصلى بالانفصال عن شركة سونى للموسيقى التركية ( بي أم جى) ، اما في مارس 2006 ، فقد وقعت عقدا واتفقت مع شركة ني أر 1 للموسيقى.
وفي سبتمبر 2006 فقد قامت أصلى بإصدار ألبومها الثالث، وبعد تقديم أصلى لهذا الألبوم فقد أعجب به العديد من الموسيقيين، وفي هذا الألبوم فقد قامت بعرض محتوى خاص للأغنية التي عرفت باسم لدى احتياج للرقص.
وبجانت ان أغاني هذا الألبوم عكست الحالة الجيدة لها، وحققت الكثير من النجاحات، الأ انها وفي فترة قصيرة قد قامت بالأنفصال عن الأغانى الكلاسيكية، وقد بدأت بالعمل بكثرة سولء في التلفزيون، أو في الراديو كثيرًا.
أما الكليب الثاني لها، فقد كان ذو ألحان بطيئة، وليس ذو موسيقي صاخبة مثلما كان منتظر. وقد زاد الجدل والأقبال على هذا الألبوم، وعلى الرغم من أغاني الروك التي وضعتها في قائمة الأغانى في الألبوم، الا انها حصلت على المركز الثالث. وقد نجحت في الأبقاؤ على مستواها وتربعها على عرش الغناء لفترة طويلة، وبإصدار الفيديو كليبات الناجحة والمؤثرة.
وفي النهاية فقد قامت أصلى في عام 2008 بالأستعداد من اجل عمل أداء لكليب غريب مثل (أنت كما ذهبت) ، وقد كانت أغنية لوكومتيف، وقد نالت على اعجاب المشجعين، وكانت أغاني مثيرة للاهتمام والإعجاب.

## القوائم
| الألبوم                    | الأغنية       | تركيا | أوروبا |
| -------------------------- | ------------- | ----- | ------ |
| مخفى في الإفنية كما قولتها | احتاج للرقص   | 3     | -      |
| مخفي في الأغنية كما قولتها | لا يوجد مساعد | 4     | -      |
| مخفي في الأغنية كما قولتها | مثلما ذهبت    | -     | -      |

## الفيديو كليب
-الدق على باب الموت
-أكتشاف العالم
-بصمت
-مثل الماء
-طريق مسدود
-لا توجد مساعدة
-أحتاج إلى الرقص
-لا يساعد
-كما ذهبت

## الألبومات
-أين أنت [التركية] ( موسيقي سونى التركية) (2000)
-مثل الماء [التركية] (موسيقي سونى التركية) (2004)
-كما قلت في الأغانى [التركية] ( موسيقي ني أر الأولى) (2007)
-بيوكدور [التركية] ( موسيقى أسين) ( 16/4/2010)

## الروابط الخارجية
- أصلي جوكيوكوش على موقع ميوزك برينز (الإنجليزية)
- أصلي جوكيوكوش على موقع ديسكوغز (الإنجليزية)

-الموقع الرسمى لأصلى جوكيوكشو
-الموقع الرسمى لمحبى أصلى